# AgriProtein
AgriProtein ist der Name eines landwirtschaft-biotechnologischen Unternehmens,
das 2008 von Jason Drew in Südafrika gegründet wurde, mit dem Ziel, organische Abfälle in nützliche Produkte umzuwandeln.
Dabei werden die Insektenlarven, insbesondere die der Schwarzen Soldatenfliege eingesetzt. Das gewonnene Insektenprotein kommt als Tierfutter (Heimtierfutter auf Insektenbasis) unter dem Markennamen MagMeal™ in den Handel. Bei der Herstellungsmethode findet eine Umwandlung von Abfällen in Produkte der Bodenverbesserung, als Haustierfutter und Pflanzenschutzmittel (Niemöl) statt.